# Marcellaz
Marcellaz és un municipi francès situat al departament de l'Alta Savoia i a la regió d'Alvèrnia-Roine-Alps. L'any 2007 tenia 752 habitants.

## Demografia

### Població
El 2007 la població de fet de Marcellaz era de 752 persones. Hi havia 290 famílies de les quals 60 eren unipersonals (28 homes vivint sols i 32 dones vivint soles), 83 parelles sense fills, 119 parelles amb fills i 28 famílies monoparentals amb fills.
La població ha evolucionat segons el següent gràfic:
Habitants censats

### Habitatges
El 2007 hi havia 335 habitatges, 288 eren l'habitatge principal de la família, 26 eren segones residències i 21 estaven desocupats. 295 eren cases i 40 eren apartaments. Dels 288 habitatges principals, 224 estaven ocupats pels seus propietaris, 54 estaven llogats i ocupats pels llogaters i 10 estaven cedits a títol gratuït; 1 tenia una cambra, 7 en tenien dues, 40 en tenien tres, 77 en tenien quatre i 163 en tenien cinc o més. 263 habitatges disposaven pel capbaix d'una plaça de pàrquing. A 87 habitatges hi havia un automòbil i a 183 n'hi havia dos o més.

### Piràmide de població
La piràmide de població per edats i sexe el 2009 era:
| Homes | Edats   | Dones |
| ----- | ------- | ----- |
| 0     | 95 o +  | 0     |
| 0     | 90 a 94 | 4     |
| 4     | 85 a 89 | 4     |
| 4     | 80 a 84 | 0     |
| 20    | 75 a 79 | 12    |
| 4     | 70 a 74 | 20    |
| 4     | 65 a 69 | 4     |
| 4     | 60 a 64 | 4     |
| 8     | 55 a 59 | 12    |
| 40    | 50 a 54 | 24    |
| 40    | 45 a 49 | 28    |
| 24    | 40 a 44 | 40    |
| 28    | 35 a 39 | 28    |
| 32    | 30 a 34 | 44    |
| 12    | 25 a 29 | 32    |
| 8     | 20 a 24 | 0     |
| 36    | 15 a 19 | 20    |
| 32    | 10 a 14 | 24    |
| 40    | 5 a 9   | 28    |
| 28    | 0 a 4   | 32    |

## Economia
El 2007 la població en edat de treballar era de 530 persones, 398 eren actives i 132 eren inactives. De les 398 persones actives 379 estaven ocupades (208 homes i 171 dones) i 19 estaven aturades (9 homes i 10 dones). De les 132 persones inactives 43 estaven jubilades, 52 estaven estudiant i 37 estaven classificades com a «altres inactius».

### Ingressos
El 2009 a Marcellaz hi havia 279 unitats fiscals que integraven 745,5 persones, la mediana anual d'ingressos fiscals per persona era de 25.658 €.

### Activitats econòmiques
Dels 23 establiments que hi havia el 2007, 1 era d'una empresa alimentària, 1 d'una empresa de fabricació d'altres productes industrials, 10 d'empreses de construcció, 3 d'empreses de comerç i reparació d'automòbils, 1 d'una empresa d'hostatgeria i restauració, 1 d'una empresa d'informació i comunicació, 3 d'empreses immobiliàries, 1 d'una empresa de serveis, 1 d'una entitat de l'administració pública i 1 d'una empresa classificada com a «altres activitats de serveis».
Dels 10 establiments de servei als particulars que hi havia el 2009, 1 era un taller de reparació d'automòbils i de material agrícola, 1 paleta, 3 guixaires pintors, 2 fusteries, 1 lampisteria i 2 electricistes.
Dels 2 establiments comercials que hi havia el 2009, 1 era una botiga de menys de 120 m² i 1 una fleca.
L'any 2000 a Marcellaz hi havia 10 explotacions agrícoles que ocupaven un total de 342 hectàrees.

## Equipaments sanitaris i escolars
El 2009 hi havia una escola elemental.

## Poblacions més properes
El següent diagrama mostra les poblacions més properes.